# Симон VI (Липе)
Симон VI фон Липе (на немски: Simon VI zur Lippe; * 15 април 1554 в Детмолд; † 7 декември 1613 в Браке, днес част от Лемго) от фамилията Дом Липе е имперски граф и господар на Липе-Детмолд (1563 – 1613).
Той е син на граф Бернхард VIII (1527 – 1563) и съпругата му Катарина фон Валдек–Айзенберг (1524 – 1583), дъщеря на граф Филип III фон Валдек–Айзенберг и Анна фон Клеве, дъщеря на херцог Йохан II от Клеве.
Понеже при смъртта на баща му той е малолетен до 1579 г. регентството се поема от Херман Симон от Пирмонт. Симон е дворцов съветник на император Рудолф II и изпълнява дипломатични мисии. Той е агент за картини от Нидерландия и има богата библиотека.

## Фамилия
Симон VI се жени на 26 юни 1578 г. за графиня Армгард фон Ритберг († 13 юли 1584), вдовица на Ерих V фон Хоя († 1575), дъщеря на Йохан II фон Ритберг. Бракът е бездетен.
Симон се жени през 1585 г. за графиня Елизабет фон Холщайн-Шаумбург (* 3 август 1566, † 7 септември 1638), дъщеря на граф Ото IV фон Холщайн-Шаумбург и Елизабет Урсула фон Брауншвайг-Люнебург, дъщеря на херцог Ернст I фон Брауншвайг-Люнебург. С нея той има децата:
- Бернхард (1586 – 1602)
- Симон VII (1587 – 1627), ∞ I. 1607 Анна Катарина фон Насау-Висбаден, ∞ II. 1623 Мария Магдалена фон Валдек-Вилдунген
- Ото фон Липе-Браке (1589 – 1657), ∞ 1626 Маргарета фон Насау-Диленбург (1606–1661), дъщеря на граф Георг
- Херман фон Липе-Шваленберг (1590 – 1620)
- Елизабет (* 9 юли 1592; † 16 юни 1646 в дворец Браке), ∞ на 12 септември 1612 г. в дворец Браке в Лемго за граф Георг Херман фон Шауенбург и Гемен (* 12 април 1577; † 21 декември 1616)
- Катарина (1594 – 1600)
- Магдалена (1595 – 1640), абатиса в Херфорд през 1621 г.
- Урсула (1598 – 1638), ∞ 1617 княз Йохан Лудвиг фон Насау-Хадамар
- София (1599 – 1653), ∞ 1626 княз Лудвиг фон Анхалт-Кьотен
- Филип I фон Шаумбург-Липе (1601 – 1681), ∞ 1640 София фон Хесен-Касел, дъщеря на Мориц фон Хесен-Касел